# Constituția Uniunii Sovietice din 1936
Constituția sovietică adoptată pe 5 decembrie 1936, cunoscută și cu numele de "Constituția lui Stalin", a modificat forma de conducere a Uniunii Sovietice. Constituția anula restricțiile la dreptul la vot și a adăugat dreptul la muncă și votul direct și universal la drepturile garantate prin legea fundamentală. În plus, Constituția recunoștea un număr de drepturi colective economice și sociale printre care: dreptul la muncă, odihnă și timp liber, la îngrijirea sănătății, protecție pentru cazurile de îmbolnăvire și pentru vârstă înaintată, drepturile la casă, educație și beneficii culturale. Constituția asigura alegerea directă a tuturor corpurilor conducătoare, pe care le reorganiza într-un sistem unic și uniform. 
În 1936 a fost schimbat numele Comitetului Central Executiv în acela de Sovietul Suprem al Uniunii Republicilor Sovietice Socialiste. La fel ca predecesoarele sale, Sovietul Suprem era format din două camere: Sovietul Uniunii și Sovietul Naționalităților. Constituția autoriza Sovietul Suprem să aleagă comisii, care se ocupau de rezolvarea majorității problemelor Sovietului. La fel ca și în cazul constituțiilor precedente, Politburo exercita întreaga putere între sesiunile Sovietului Suprem și avea dreptul să expliciteze legile. Președintele Politburo devenea șeful titular al statului. Sovnarkomul, care după 1946 a fost rebotezat Consiliul de Miniștri, a continuat să funcționeze ca ramura executivă a puterii în statul sovietic. 
Dintre cele patru constituții sovietice, Constituția din 1936 a funcționat cel mai mult. A fost înlocuită în 1977. 
Din punctul de vedere sovietic, constituția socialistă asigura drepturi economice pe care constituțiile democrațiilor occidentale nu le asigurau. Legea fundamentală din 1936 a fost văzută ca un triumf personal al lui Stalin, care, cu această ocazie, a fost descris de Pravda ca "geniu al noii lumi, cel mai înțelept om al epocii, marele conducător al comunismului." Anumiți istorici occidentali au considerat acestă constituție ca un document de propagandă lipsit de valoare practică. Leonard Schapiro scria: "Decizia de a schimba sistemul de vot indirect cu unul direct, dreptul de vot limitat cu cel universal și votul direct cu cel secret, a fost măsura încrederii partidului în capacitatea sa de a asigura propunerea candidaților după dorința, fără restricțiile considerate necesare în trecut..." și că "... o cercetare atentă a conceptului noii constituții arăta că aceasta lăsa neștirbită poziția dominantă a partidului, fiind prin acest fapt fără valoare din punct de vedere al garantării drepturilor individuale."